# 2024년 7월
| 2024년: 1월 · 2월 · 3월 · 4월 · 5월 · 6월 · 7월 · 8월 · 9월 · 10월 · 11월 · 12월 |

| \| 2024년 7월 1일 (월요일) \| \| 편집 \| |  |      |
|                                          |  |      |
| 2024년 7월 1일 (월요일)                  |  | 편집 |

| 2024년 7월 1일 (월요일) |  | 편집 |

| \| 2024년 7월 2일 (화요일) \| \| 편집 \| |  |      |
| 사고와 재해 - 2024년 하트라스 압사 사고: 인도 우타르프라데시주 하트라스구 지역의 한 행사에서 압사 사고가 발생하였다. 이 사고로 116명 이상이 사망하고, 150명 이상이 부상을 입었다. |  |      |
| 2024년 7월 2일 (화요일) |  | 편집 |

| 2024년 7월 2일 (화요일) |  | 편집 |

| \| 2024년 7월 3일 (수요일) \| \| 편집 \| |  |      |
|                                          |  |      |
| 2024년 7월 3일 (수요일)                  |  | 편집 |

| 2024년 7월 3일 (수요일) |  | 편집 |

| \| 2024년 7월 4일 (목요일) \| \| 편집 \| |  |      |
| 정치와 선거 - 2024년 영국 총선: 영국에서 총선이 실시되었다. 총선을 통하여 영국 하원 의원 650명을 선출하였으며, 선거 결과 노동당이 과반 의석을 차지한 것으로 나타났다. |  |      |
| 2024년 7월 4일 (목요일) |  | 편집 |

| 2024년 7월 4일 (목요일) |  | 편집 |

| \| 2024년 7월 5일 (금요일) \| \| 편집 \| |  |      |
| 정치와 선거 - 2024년 영국 총선 - 총선에서 승리한 노동당의 당대표 키어 스타머가 새 영국의 총리로 취임하였다. - 선거 패배로 물러나게된 리시 수낵은, 후임자 선출 절차가 진행되는대로 보수당 대표직에서도 물러나겠다고 밝혔다. |  |      |
| 2024년 7월 5일 (금요일) |  | 편집 |

| 2024년 7월 5일 (금요일) |  | 편집 |

| \| 2024년 7월 6일 (토요일) \| \| 편집 \| |  |      |
|                                          |  |      |
| 2024년 7월 6일 (토요일)                  |  | 편집 |

| 2024년 7월 6일 (토요일) |  | 편집 |

| \| 2024년 7월 7일 (일요일) \| \| 편집 \| |  |      |
| 정치와 선거 - 2024년 프랑스 총선 - 총선 2차(결선) 투표가 실시되었다. 선거 결과, 신인민전선(NFP)이 180석으로 1당을 차지하였다. 이어 앙상블(여당인 르네상스가 속함)이 159석으로 2당, 국민연합 등 극우연합이 142석으로 3당을 차지했다. - 득표율로는 극민연합 등 우익연합이 1차 투표(33.21%)와 2차 투표(37.06%) 모두에서 가장 많이 득표한 것으로 나타났다. |  |      |
| 2024년 7월 7일 (일요일) |  | 편집 |

| 2024년 7월 7일 (일요일) |  | 편집 |

| \| 2024년 7월 8일 (월요일) \| \| 편집 \| |  |      |
|                                          |  |      |
| 2024년 7월 8일 (월요일)                  |  | 편집 |

| 2024년 7월 8일 (월요일) |  | 편집 |

| \| 2024년 7월 9일 (화요일) \| \| 편집 \|                         |  |      |
| 국제 관계 - 2024년 NATO 정상회의가 미국 워싱턴 D. C.에서 열렸다. |  |      |
| 2024년 7월 9일 (화요일)                                          |  | 편집 |

| 2024년 7월 9일 (화요일) |  | 편집 |

| \| 2024년 7월 10일 (수요일) \| \| 편집 \| |  |      |
|                                           |  |      |
| 2024년 7월 10일 (수요일)                  |  | 편집 |

| 2024년 7월 10일 (수요일) |  | 편집 |

| \| 2024년 7월 11일 (목요일) \| \| 편집 \| |  |      |
|                                           |  |      |
| 2024년 7월 11일 (목요일)                  |  | 편집 |

| 2024년 7월 11일 (목요일) |  | 편집 |

| \| 2024년 7월 12일 (금요일) \| \| 편집 \| |  |      |
|                                           |  |      |
| 2024년 7월 12일 (금요일)                  |  | 편집 |

| 2024년 7월 12일 (금요일) |  | 편집 |

| \| 2024년 7월 13일 (토요일) \| \| 편집 \| |  |      |
| 무력 충돌과 공격 - 2024년 도널드 트럼프 유세 중 총격 사건: 2024년 미국 대통령 선거 공화당 후보자인 도널드 트럼프 전 대통령이 펜실베이니아주 버틀러에서 유세를 진행하던 중 총격 사건이 발생하였다. 이로 인하여 집회 참석자 한 명이 사망하였고, 트럼프와 집회 참석자 한 명 등 두 명이 부상을 입었다. 총격을 가한 20세 남성은 현장에서 비밀경호국 요원들에 의해 사살되었다. |  |      |
| 2024년 7월 13일 (토요일) |  | 편집 |

| 2024년 7월 13일 (토요일) |  | 편집 |

| \| 2024년 7월 14일 (일요일) \| \| 편집 \| |  |      |
|                                           |  |      |
| 2024년 7월 14일 (일요일)                  |  | 편집 |

| 2024년 7월 14일 (일요일) |  | 편집 |

| \| 2024년 7월 15일 (월요일) \| \| 편집 \|        |  |      |
| 문화와 예술 - 대한민국의 가수 현철이 사망하였다. |  |      |
| 2024년 7월 15일 (월요일)                         |  | 편집 |

| 2024년 7월 15일 (월요일) |  | 편집 |

| \| 2024년 7월 16일 (화요일) \| \| 편집 \| |  |      |
|                                           |  |      |
| 2024년 7월 16일 (화요일)                  |  | 편집 |

| 2024년 7월 16일 (화요일) |  | 편집 |

| \| 2024년 7월 17일 (수요일) \| \| 편집 \|                                                                     |  |      |
| 법과 범죄 - 미합중국 시민권자로 추정되는 아시안계 인물인 수미테리씨가 연방수사국에 의하여 체포된 후 기소되다. |  |      |
| 2024년 7월 17일 (수요일)                                                                                      |  | 편집 |

| 2024년 7월 17일 (수요일) |  | 편집 |

| \| 2024년 7월 18일 (목요일) \| \| 편집 \| |  |      |
| 정치와 선거 - 2024년 미국 대통령 선거 - 2024년 공화당 전당대회에서 도널드 트럼프가 공화당의 대선(11월) 후보자 지명을 수락하였다. 트럼프는 리처드 닉슨(1960, 1968, 1972)이후 대선 후보자 지명을 3번 받은 두 번째 공화당원이며, 동시에 처음으로 3연속(2016, 2020, 2024) 후보 지명을 받은 인물이 되었다. - 도널드 트럼프는 러닝메이트인 부통령 후보자에 상원의원인 J. D. 밴스 의원을 지명하였다. |  |      |
| 2024년 7월 18일 (목요일) |  | 편집 |

| 2024년 7월 18일 (목요일) |  | 편집 |

| \| 2024년 7월 19일 (금요일) \| \| 편집 \| |  |      |
|                                           |  |      |
| 2024년 7월 19일 (금요일)                  |  | 편집 |

| 2024년 7월 19일 (금요일) |  | 편집 |

| \| 2024년 7월 20일 (토요일) \| \| 편집 \| |  |      |
|                                           |  |      |
| 2024년 7월 20일 (토요일)                  |  | 편집 |

| 2024년 7월 20일 (토요일) |  | 편집 |

| \| 2024년 7월 21일 (일요일) \| \| 편집 \| |  |      |
| 문화와 예술 - 대한민국의 가수, 공연연출가 김민기가 사망하였다. 〈아침 이슬〉 등의 작사·작곡자이며, 극단 학전(1991. 3.~2014. 3.)을 운영하였다. 정치와 선거 - 2024년 미국 대통령 선거 - 조 바이든 대통령이 대국민 서한을 통하여 대선 불출마 의사를 밝혔으며, 대선 후보자로 카멀라 해리스 부통령을 지지한다고 밝혔다. - 조 바이든은 민주당 당내 경선에서 승리하고 8월 전당대회 후보자 지명을 앞둔 상황이었다. 현직 대통령의 대선 후보사퇴는 1968년 린든 존슨 대통령(민주당) 이후 처음이다. |  |      |
| 2024년 7월 21일 (일요일) |  | 편집 |

| 2024년 7월 21일 (일요일) |  | 편집 |

| \| 2024년 7월 22일 (월요일) \| \| 편집 \|                                                                            |  |      |
| 사고와 재해 - 2024년 고파 산사태: 에티오피아에서 두 차례의 산사태가 발생하였다. 이로 인하여 257명 이상이 사망하였다. |  |      |
| 2024년 7월 22일 (월요일)                                                                                             |  | 편집 |

| 2024년 7월 22일 (월요일) |  | 편집 |

| \| 2024년 7월 23일 (화요일) \| \| 편집 \| |  |      |
| 정치와 선거 - 국민의힘 제4차 전당대회: 대한민국의 정당 국민의힘이 킨텍스에서 전당대회를 열고, 당대표에 한동훈, 최고위원에 장동혁, 김재원, 인요한, 김민전, 청년최고위원(45세 미만)에 진종오를 각각 선출하였다. |  |      |
| 2024년 7월 23일 (화요일) |  | 편집 |

| 2024년 7월 23일 (화요일) |  | 편집 |

| \| 2024년 7월 24일 (수요일) \| \| 편집 \| |  |      |
| 경제와 비즈니스 - 대한민국에서 티몬과 위메프 등 큐텐그룹 계열사의 대금 정산 지연 사태가 보름간 이어지며 피해가 입접 업체를 넘어 소비자들에게까지 번지게 되었다. |  |      |
| 2024년 7월 24일 (수요일) |  | 편집 |

| 2024년 7월 24일 (수요일) |  | 편집 |

| \| 2024년 7월 25일 (목요일) \| \| 편집 \| |  |      |
|                                           |  |      |
| 2024년 7월 25일 (목요일)                  |  | 편집 |

| 2024년 7월 25일 (목요일) |  | 편집 |

| \| 2024년 7월 26일 (금요일) \| \| 편집 \|                                          |  |      |
| 스포츠 - 2024년 하계 올림픽: 제33회 하계 올림픽 대회가 프랑스 파리에서 개막하였다. |  |      |
| 2024년 7월 26일 (금요일)                                                           |  | 편집 |

| 2024년 7월 26일 (금요일) |  | 편집 |

| \| 2024년 7월 27일 (토요일) \| \| 편집 \| |  |      |
|                                           |  |      |
| 2024년 7월 27일 (토요일)                  |  | 편집 |

| 2024년 7월 27일 (토요일) |  | 편집 |

| \| 2024년 7월 28일 (일요일) \| \| 편집 \| |  |      |
| 스포츠 - 2024년 하계 올림픽 - 양궁 여자 단체전에서 대한민국의 남수현·임시현·전훈영 선수가 금메달을 기록하였다. - 대한민국은 해당 종목이 정식으로 채택된 1988년 하계 올림픽에서 김수녕·왕희경·윤영숙이 금메달을 기록한 이래, 올림픽 대회 10연패(連霸)를 기록하였다. |  |      |
| 2024년 7월 28일 (일요일) |  | 편집 |

| 2024년 7월 28일 (일요일) |  | 편집 |

| \| 2024년 7월 29일 (월요일) \| \| 편집 \| |  |      |
|                                           |  |      |
| 2024년 7월 29일 (월요일)                  |  | 편집 |

| 2024년 7월 29일 (월요일) |  | 편집 |

| \| 2024년 7월 30일 (화요일) \| \| 편집 \| |  |      |
|                                           |  |      |
| 2024년 7월 30일 (화요일)                  |  | 편집 |

| 2024년 7월 30일 (화요일) |  | 편집 |

| \| 2024년 7월 31일 (수요일) \| \| 편집 \| |  |      |
| 무력 충돌과 공격 - 이스마일 하니예 암살 사건: 팔레스타인의 정치인, 하마스의 지도자인 이스마일 하니예가 이란 테헤란에서 암살되었다. 스포츠 - 2024 대한민국 프로야구 - 광주 기아챔피언스필드에서 열린 두산과 기아의 경기에서 두산이 기아를 30:6으로 꺾었다. - KBO 리그 최초의 30득점이자 최다득점 신기록이다. 종전 최다득점 경기는 1997년 5월 4일 대구시민운동장 야구장에서 열렸던 경기로, 당시 삼성 라이온즈가 LG트윈스를 상대로 27:5로 승리했다 - KBO 리그 최다점수차 신기록이기도 하다. 종전 최다점수차 기록은 2022년 7월 24일 부산 사직야구장에서 열렸던 경기로, 기아 타이거즈가 롯데 자이언츠를 23:0으로 이겼었다. |  |      |
| 2024년 7월 31일 (수요일) |  | 편집 |

| 2024년 7월 31일 (수요일) |  | 편집 |

| <          | 2024년 7월  | 2024년 7월 | 2024년 7월 | 2024년 7월 | 2024년 7월 | >          |
| 일         | 월          | 화         | 수         | 목         | 금         | 토         |
|            | 1 5.26 병인 | 2 27 정묘  | 3 28 무진  | 4 29 기사  | 5 30 경오  | 6 6.1 신미 |
| 7 2 임신   | 8 3 계유    | 9 4 갑술   | 10 5 을해  | 11 6 병자  | 12 7 정축  | 13 8 무인  |
| 14 9 기묘  | 15 10 경진  | 16 11 신사 | 17 12 임오 | 18 13 계미 | 19 14 갑신 | 20 15 을유 |
| 21 16 병술 | 22 17 정해  | 23 18 무자 | 24 19 기축 | 25 20 경인 | 26 21 신묘 | 27 22 임진 |
| 28 23 계사 | 29 24 갑오  | 30 25 을미 | 31 26 병신 |            |            |            |

| - 2024년 - 6월 - 7월 - 8월 - 4일: 영국 총선 - 7일: 프랑스 총선(2차) 편집하기 |